# 宋登科记考
《宋登科记考》，江苏教育出版社2009年11月繁体字第一版。主编傅璇琮，龚延明、祖慧编撰。
宋代的进士登科记載大多散佚。據載两宋举行过118榜科举考试，僅存《绍兴十八年同年小录》《宝祐四年登科录》两榜，其餘116榜的登科资料均毀於战火。傅璇琮在1980年代已有編撰《宋登科記考》的構想。本书是关于两宋科举考试的编年史，仿徐松《登科记考》之體例，逐年考证两宋时期登科士人的姓名、字号、里籍、生卒年、登科年、生平事迹、官职升迁及交游等史实，累计考证五万余人，全書逾五百萬字，资料赅博，是研究两宋历史文化的著作。2015年龔延明、祖慧在主持完成《宋登科记考》的基础上，又完成《宋代登科總錄》，全書近一千萬字。